# Associazione Calcio Venezia 1954-1955
Questa voce raccoglie le informazioni riguardanti l'Associazione Calcio Venezia nelle competizioni ufficiali della stagione 1954-1955.

## Rosa
| N. |                   | Ruolo | Calciatore        |
| -- | ----------------- | ----- | ----------------- |
|    | Italia (bandiera) | A     | Valerio Ampollini |
|    | Italia (bandiera) | D     | Pietro Bacchini   |
|    | Italia (bandiera) | P     | Francesco Bachi   |
|    | Italia (bandiera) | C     | Luigi Bares       |
|    | Italia (bandiera) | A     | Paolo Barison     |
|    | Italia (bandiera) | P     | Luigi Bertossi    |
|    | Italia (bandiera) | A     | Giorgio Bozzato   |
|    | Italia (bandiera) | C     | Sergio Calzavara  |
|    | Italia (bandiera) | C     | Giovanni Colosio  |
|    | Italia (bandiera) | A     | Daniele Danieli   |
|    | Italia (bandiera) | A     | Eugenio Fantini   |
|    | Italia (bandiera) | C     | Mario Ghedin      |

| N. |                   | Ruolo | Calciatore         |
| -- | ----------------- | ----- | ------------------ |
|    | Italia (bandiera) | C     | Dino Gozzi         |
|    | Italia (bandiera) | P     | Antonio Jannuzzi   |
|    | Italia (bandiera) | C     | Giuseppe Macchi    |
|    | Italia (bandiera) | C     | Luciano Mascellani |
|    | Italia (bandiera) | A     | Sergio Mion        |
|    | Italia (bandiera) | C     | Loris Mora         |
|    | Italia (bandiera) | A     | Bruno Mozzambani   |
|    | Italia (bandiera) | C     | Gastone Nordio     |
|    | Italia (bandiera) | A     | Luciano Scroccaro  |
|    | Italia (bandiera) | C     | Mario Tesconi      |
|    | Italia (bandiera) | C     | Trenzani           |
|    | Italia (bandiera) | D     | Antonio Zani       |